# Synagogenbezirk Mayen
Der Synagogenbezirk Mayen mit Sitz in Mayen, einer Stadt im Landkreis Mayen-Koblenz in Rheinland-Pfalz, war ein Synagogenbezirk, der nach dem Preußischen Judengesetz von 1847 geschaffen wurde.
Der Synagogenbezirk wurde 1868 errichtet.